# نیروهای مسلح صربستان
نیروهای مسلح صربستان (صربی: Војска Србије، آوانگاری: Vojska Srbije) مجموعه نیروهای مسلح صربستان است، که از نیروی زمینی صربستان و نیروی هوایی و پدافند هوایی صربستان تشکیل می‌شود.